# Raoul de Mantes
Ne doit pas être confondu avec Raoul III de Vexin.
Raoul de Mantes (Ralph en anglais), surnommé « le Timide » ou « le Timoré », est un noble normand mort le 21 décembre 1057. Membre de la maison de Vexin, il est comte en Angleterre dans les années 1050 sous le règne d'Édouard le Confesseur, qui est son oncle maternel.
Sa brève carrière est marquée par une défaite face aux Gallois de Gruffydd ap Llywelyn à Hereford en 1055, mais elle voit également la construction de certaines des premières mottes castrales d'Angleterre, à Ewyas Harold et Richard's Castle, dans le Herefordshire. Elle reflète en ce sens l'évolution de la société anglaise vers le système féodal dès avant la conquête normande de l'Angleterre.

## Biographie

### Origines

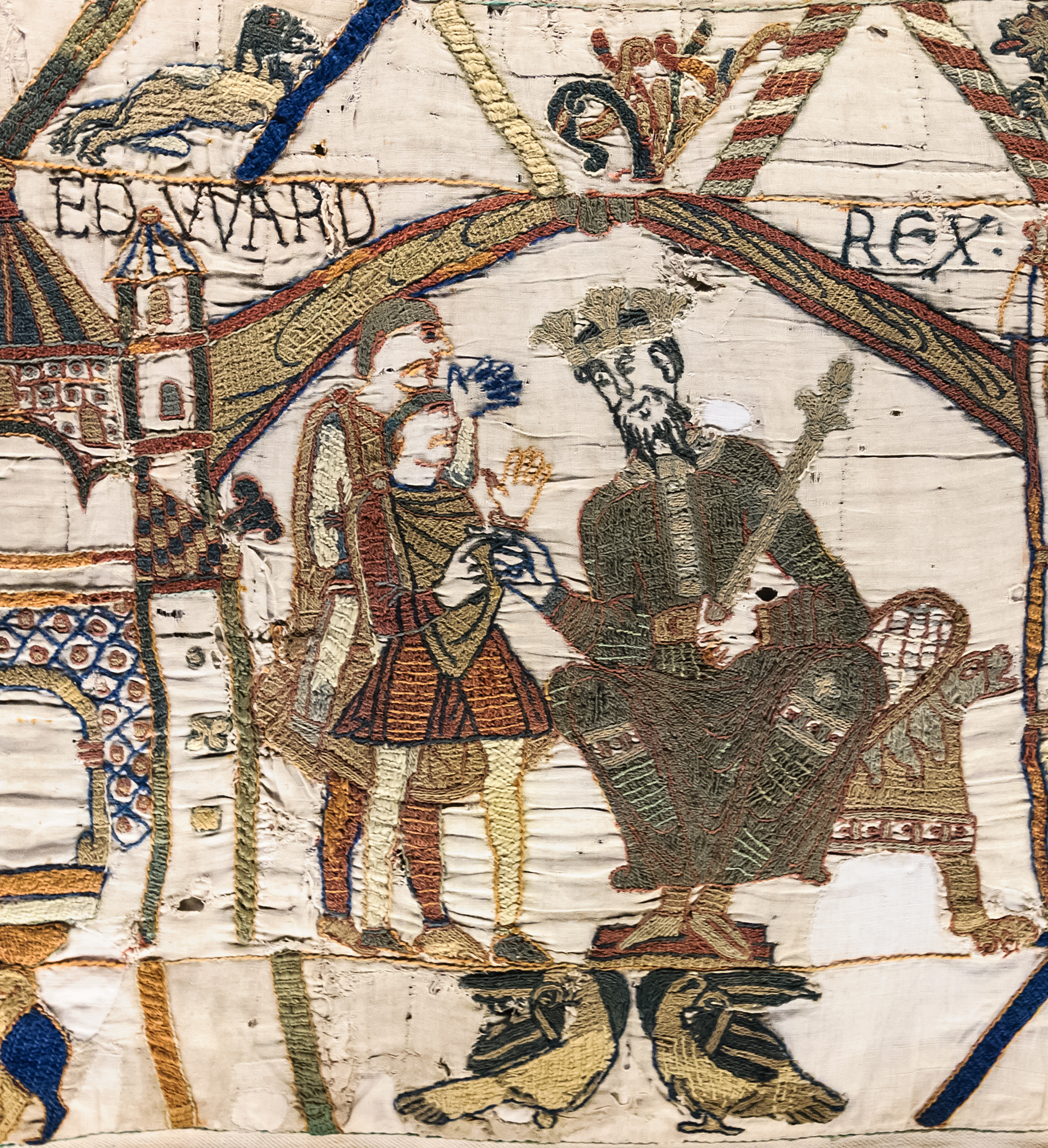
Le roi anglais Édouard le Confesseur, oncle maternel de Raoul (détail de la tapisserie de Bayeux).

Raoul est le deuxième fils de Dreux, comte de Vexin et d'Amiens, et de son épouse Godgifu. Par sa mère, il est le petit-fils du roi d'Angleterre Æthelred le Malavisé et de sa deuxième femme, la reine Emma de Normandie. Il a un frère aîné, Gautier, qui succède à leur père, et un frère cadet, Foulques, qui devient évêque d'Amiens.
La date de naissance de Raoul est inconnue. Une charte du duc de Normandie Robert le Libéral de 1030 a pour témoins le comte Dreux et son fils Gautier, mais pas Raoul, ce qui pourrait indiquer qu'il est né après cette date. Dreux meurt en 1035 en rentrant d'un pèlerinage à Jérusalem et Gautier lui succède à la tête des comtés du Vexin et d'Amiens. Godgifu se remarie peu après avec le comte de Boulogne Eustache II.
Le prince anglais Édouard le Confesseur, qui vit en exil en Normandie depuis la conquête de l'Angleterre par Knut le Grand en 1016, est rappelé dans son pays natal en 1041 par Hardeknut, fils et successeur de Knut, qui souhaite faire de lui son héritier. Raoul, qui est alors âgé d'une dizaine d'années tout au plus, accompagne son oncle de l'autre côté de la Manche. C'est pour lui l'occasion d'acquérir des terres, ce que son statut de cadet ne lui laisse guère d'opportunités de faire en Normandie.

### Comte
Raoul apparaît pour la première fois avec le titre de comte (dux) sur trois chartes émises en 1050. Son nom figure en bonne place dans la liste des témoins, mais après ceux des grands comtes du royaume : Godwin de Wessex, Léofric de Mercie, Harold d'Est-Anglie et Siward de Northumbrie. Il fait partie des individus venus d'Europe continentale sur lesquels s'appuie Édouard pour contrebalancer la puissance des grandes familles d'Angleterre, en particulier celle de Godwin et de son fils Harold. Le roi nomme ainsi de nombreux évêques issus de France et d'Allemagne et l'élévation de son neveu s'inscrit dans la même démarche. Son appartenance à la famille royale contribue sans doute à rendre acceptable son entrée dans les plus hauts cercles du pouvoir.
Les sources n'indiquent pas clairement le domaine sur lequel Raoul exerce son autorité. Il semble s'être étendu sur un premier temps sur une partie de l'est des Midlands, entre le Bedfordshire, le Buckinghamshire, le Leicestershire, le Northamptonshire et le Rutland. C'est en tout cas dans ces comtés qu'il détient le plus de domaines, de même que son épouse Gytha, fille de Burgræd, un thegn possessionné dans cette même région. Il est peut-être significatif qu'il ait choisi de baptiser son seul fils connu Harold, comme le fils de Godwin qui est alors comte en Est-Anglie.

### La crise de 1051-1052

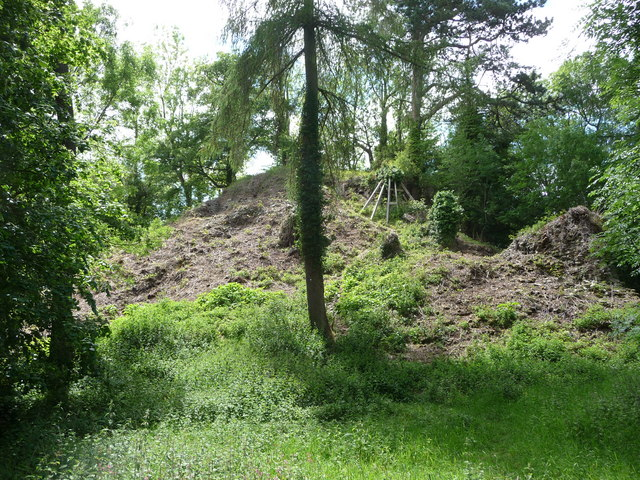
Les ruines du château de Richard's Castle.

Les relations entre le comte Godwin et le roi se dégradent et atteignent un point de non-retour en 1051, à la suite d'une série d'incidents rapportés par la Chronique anglo-saxonne. Godwin et ses fils entrent en révolte ouverte contre Édouard et menacent la ville de Gloucester, mais le roi peut compter sur les autres comtes, dont Raoul, qui lève des troupes dans son comté pour assister son oncle. Ayant perdu l'avantage, les rebelles choisissent de fuir le pays et leurs biens sont confisqués. Raoul en profite pour étendre son autorité vers l'ouest et ajoute le Herefordshire et le Gloucestershire à son domaine.
La flotte royale, forte de cinquante navires, est stationnée à Sandwich sous la direction des comtes Raoul et Odda, mais elle n'est pas en mesure d'empêcher Godwin de rentrer en Angleterre dès 1052, car le comte bénéficie toujours de soutiens importants dans le sud du pays et la ville de Londres lui ouvre ses portes. Édouard est contraint de négocier et doit rendre à Godwin et à ses fils leurs domaines. Leur retour en grâce s'accompagne de l'exil des fidèles normands du roi, mais Raoul n'est pas inquiété et profite même de la mort du fils aîné de Godwin, Sven, pour conserver les comtés de l'ouest des Midlands (Gloucestershire, Herefordshire, Oxfordshire) qui constituaient auparavant son domaine.
Parmi les Normands qui doivent fuir l'Angleterre se trouve un chevalier nommé Osbern Pentecost, propriétaire d'un château dans l'ouest du pays. Il s'agit apparemment du château de Ewyas Harold, dans le sud-ouest du Herefordshire, qui est le seul château réellement attesté en Angleterre avant la conquête normande de 1066. Sa construction pourrait avoir pris place à l'époque où Raoul est comte du Herefordshire. Un autre château, celui de Richard's Castle dans le nord du Herefordshire, pourrait également remonter à cette période.

### L'attaque galloise de 1055
En 1055, Ælfgar, fils de Léofric de Mercie et successeur de Harold comme comte d'Est-Anglie, est condamné à l'exil. Il se rend en Irlande, où il lève une flotte de 18 navires, puis au pays de Galles, où il s'allie au prince Gruffydd ap Llywelyn. Ensemble, ils pénètrent dans les marches galloises du royaume d'Angleterre. Raoul se porte à leur rencontre devant Hereford, mais il est vaincu le 24 octobre. D'après la Chronique anglo-saxonne, les Anglais prennent la fuite parce que Raoul les a fait combattre à cheval, ce qui est contraire à leurs coutumes. Le chroniqueur du XIIe siècle Jean de Worcester accuse également Raoul d'avoir été le premier à fuir avec ses compagnons continentaux, décourageant les soldats anglais. C'est ce même Jean qui attribue à Raoul, dans son récit de cette campagne, le surnom de timidus, souvent traduit par « le Timide » mais qui signifie plus exactement « le Timoré ».
Après la défaite de Raoul, Hereford, sans défense, est pillée par les envahisseurs, qui mettent le feu à la cathédrale et font de nombreux morts et prisonniers. Seule l'intervention du comte Harold, qui a levé une grande armée à Gloucester, permet de repousser les Gallois. Une trêve est ensuite conclue et le comte Ælfgar, rappelé d'exil, peut récupérer le comté d'Est-Anglie. Harold fait quant à lui réparer et améliorer les défenses de Hereford, ce qui suggère que Raoul s'est vu retirer le Herefordshire à son profit.

### Mort et postérité

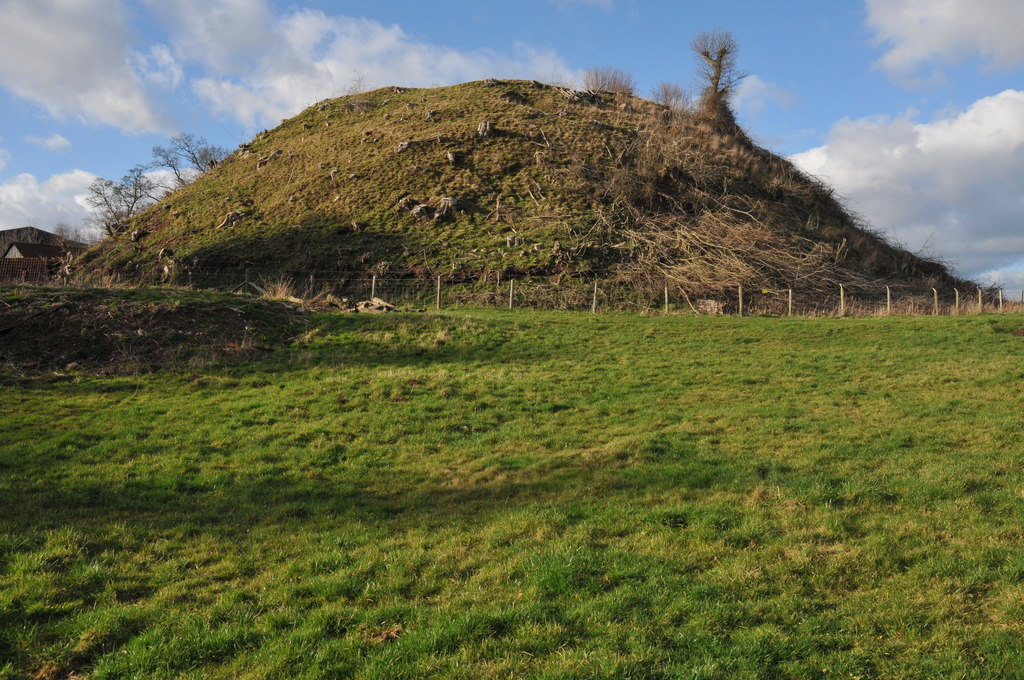
Les ruines du château de Ewyas Harold.

Raoul meurt le 21 décembre 1057, âgé d'une trentaine d'années à peine. Il est inhumé à l'abbaye de Peterborough, dans le Cambridgeshire, à laquelle il a fait de nombreux dons de son vivant.
Le seul enfant connu de Raoul, son fils Harold, est très jeune à la mort de son père. En 1066, il est encore mineur et se trouve sous la garde de la reine Édith, sœur de Harold Godwinson et femme d'Édouard le Confesseur. Après la conquête normande de l'Angleterre, il reçoit une partie des domaines de son père, dont le château de Ewyas Harold auquel il donne son nom. Il est l'ancêtre des barons Sudeley (en) de Toddington, dans le Gloucestershire.